# Marmorhaus
Marmorhaus est une ancienne salle de cinéma situé sur le Kurfürstendamm en face de l’église du Souvenir à Berlin. 

## Histoire

### Cinéma
Ouvert en 1913, il tire son nom d’une grande façade entièrement faite en marbre. Conçus par l’architecte Hugo Pál, les murs du foyer et de l’auditorium ont été décorés par l’artiste expressionniste César Klein.

### Après cinéma
En janvier 2001, le cinéma ferme ses portes et devient en 2010 une entreprise générale. En 2019, l'enseigne Zara y ouvre un magasin et l'année suivante Muji également.